# Nathaniel Portlock
Nathaniel Portlock (c. 1748 – 12 de setembre de 1817) va ser un capità de vaixell, comerciant de pells i escriptor britànic.
Ingresà a la Royal Navy com a mariner el 1772, servint al HMS St Albans. El 1776 és al HMS Discovery com a master’s mate i va prendre part en el tercer viatge de James Cook. Durant aquella expedició, a l'agost de 1779, va ser traslladat al HMS Resolution.
El 7 de setembre de 1780 a aprovar l'examen de tinent i després passà a servir a bord del HMS Firebrand, a la flota del Canal.
Les pells obtingudes durant el tercer viatge de Cook a l'actual Colúmbia Britànica i Alaska es van vendre a bons preus quan l'expedició va arribar a Macau. El 1785 Richard Cadman Etches, junt a d'altres socis entre els que hi havia Portlock i George Dixon van formar una companyia, anomenada habitualment King George's Sound Company, per desenvolupar el comerç de pells. Dixon també havia format part de la tripulació del Resolution a l'oceà Pacífic sota el guiatge de Cook. El setembre de 1785 Portlock i Dixon van salpar d'Anglaterra. Portlock estava al comandament de la nau més gran, de 320 tones King George, amb una tripulació de 59 homes. Dixon comandava el Queen Charlotte, de 200 tones i una tripulació de 33 homes. Ambdós navegaren junts la major part del viatge de tres anys. Van creuar l'oceà Atlàntic, arribant a les illes Malvines el gener de 1786, per tot seguit creuar pel cap d'Hornos i entrar a l'oceà Pacífic. Van arribar a les illes Hawaii el 24 de maig i an fondejar a la badia de Kealakekua (on Cook havia estat assassinat el 1779), però no van tocar terra. Van agafar aliments frescos en d'altres illes de les Hawaii i van posar rumb cap a l'actual Alaska. Després de tres anys navegant Portlock i Dixon van arribar a Macau al novembre de 1788.
En tornar a casa seu retorn Portlock i Dixon van publicar un relat del viatge, basat en part en les cartes escrites per William Beresford, el comerciant en l'expedició.
El 1791 tornà a la Royal Navy i fou assignat al bergantí HMS Assistant, que va acompanyar a Bligh en el seu segon viatge per al transport de l'arbre del pa de Tahití a les Índies Occidentals. Després de tornar a Anglaterra el 1793 va ser ascendit a comandant i passà a comandar la corberta HMS Arrow. El 1799 va ser ascendit a capità, i serví a la Sea Fencibles com a comandant del Poole el 1803, i la Dartmouth entre 1805 i 1807. Va morir el 12 de setembre 1817 a l'hospital de Greenwich.
Portlock Harbor, una badia a la costa oest de l'illa Chichagof, fou batejada per Portlock el 1789, després que l'hagués visitat l'agost de 1787. Portlock, una fàbrica de conserves en funcionament a mitjans del segle XX i Portlock Glacier, ambdues a la península de Kenai, van rebre el nom en honor seu.